# Mustafa Karadajy
Mustafa Karadajy, bułg. Мустафа Карадайъ (ur. 8 maja 1970 w Borinie) – bułgarski polityk tureckiego pochodzenia, deputowany do Zgromadzenia Narodowego, w latach 2016–2023 przewodniczący Ruchu na rzecz Praw i Wolności (DPS).

## Życiorys
Absolwent Uniwersytetu Gospodarki Narodowej i Światowej w Sofii. Od początku lat 90. zaangażowany w działalność Ruchu na rzecz Praw i Wolności. Był założycielem organizacji studenckiej DPS, a także inicjatorem utworzenia organizacji młodzieżowej ruchu i jej przewodniczącym (1998–2003). Od 1996 do 2002 pozostawał etatowym pracownikiem partii, jednocześnie do 2001 był zatrudniony na prywatnym Nowym Uniwersytecie Bułgarskim. W latach 2002–2010 zajmował stanowisko zastępcy dyrektora wykonawczego jednej z państwowych agencji zajmujących się kontrolą nad procesem prywatyzacji. W 2010 został sekretarzem DPS ds. organizacyjnych.
W maju 2013 po raz pierwszy został wybrany do Zgromadzenia Narodowego. Reelekcję uzyskiwał w kolejnych wyborach krajowych w październiku 2014, marcu 2017, kwietniu 2021, lipcu 2021, listopadzie 2021, październiku 2022 i kwietniu 2023.
W grudniu 2015, po odwołaniu Lutwiego Mestana z funkcji przewodniczącego DPS, został członkiem tymczasowego trzyosobowego kierownictwa Ruchu na rzecz Praw i Wolności. W kwietniu 2016 wybrano go na nowego przewodniczącego tego ugrupowania. W wyborach prezydenckich w 2021 kandydował na prezydenta (kandydatką na wiceprezydenta była Iskra Michajłowa); w pierwszej turze głosowania para zajęła trzecie miejsce z wynikiem 11,6% głosów. W listopadzie 2023 ustąpił ze stanowiska przewodniczącego DPS.